# Эмо, Анджело (проведитор)
Анджело Эмо (итал. Angelo Emo, 9 сентября 1666, Венеция — 13 июня 1750, Венеция) — государственный и военный деятель Венецианской республики, участник венециано-турецких войн 1684—1699 и 1714—1718 годов.
Сын Пьетро Эмо и Фьордилиджи Вальмарано.
Начал карьеру во время Морейской войны, став в 1690 капитаном галеаса. В 1693 состоял в свите Франческо Морозини Афинского, сопровождал великого адмирала в его последнем походе. На заключительном этапе войны, в 1696—1700 занимался вопросами организации и снабжения военно-морских сил республики. По окончании войны был назначен проведитором и капитаном на Корфу (1701—1703), где занимался строительством фортификаций и поддержанием боеготовности флота. Когда Венеция, в ходе войны за испанское наследство объявила вооруженный нейтралитет, Эмо был назначен экстраординарным капитаном лагуны, на случай отражения возможной агрессии.
В 1705—1708 был генеральным проведитором Мореи, где пытался навести порядок в управлении, бороться с коррупцией и насилиями в отношении местного населения. Предлагал осуществить экономические преобразования, которые бы позволили улучшить положение местных жителей, а, следовательно, укрепить венецианское господство. Косность венецианской административной системы, вдобавок пораженной коррупцией, не позволили реализовать предложенные меры. Как памятник неосуществленным надеждам осталась инструкция, адресованная сменщику, Антонио Лоредану, а также обстоятельный доклад, представленный венецианской Сеньории 9 января 1709.
в 1710—1713 был экстраординарным проведитором Террафермы. В его задачу входило предотвращение возможного проникновения на территорию республики отрядов имперских войск, действовавших в районе Мантуи, а также карантинные меры против вспышек заразных болезней, сопровождающих войну.
По окончании войны за испанское наследство в 1714 был направлен генеральным проведитором в Далмацию и Албанию. Пребывал в этой должности до 1717, причём, располагая весьма незначительными силами, сумел отметиться заметными успехами в войне против турок. По возвращении в метрополию занимал различные должности, а в 1729 был назначен байло (послом) в Константинополь. С 1 октября 1735 по 30 сентября 1736 был членом Совета десяти и государственным инквизитором, в 1738—1740 — капитаном Падуи.
18 ноября 1741, несмотря на преклонный возраст и попытки отказаться от этого поста, был назначен генеральным проведитором Террафермы, в связи с начавшейся войной за австрийское наследство. Из своей резиденции в Вероне совершал частые инспекционные поездки вместе с давним товарищем по турецкой войне фельдмаршалом Шуленбургом.
10 декабря 1744 — 9 декабря 1746 исполнял свою последнюю должность — проведитора Арсенала.